# 肯當火山
肯當火山是印度尼西亞的火山，位於爪哇島西部帕潘達揚火山以北，由西爪哇省負責管轄，海拔高度2,608米，火山有溫泉、四個火山噴氣孔和一個闊2.75公里的火山口。